# トリニターポリ
トリニターポリ（イタリア語: Trinitapoli）は、イタリア共和国プッリャ州バルレッタ＝アンドリア＝トラーニ県にある、人口約15,000人の基礎自治体（コムーネ）。

## 地理

### 位置・広がり
バルレッタ＝アンドリア＝トラーニ県北部のコムーネ。県都の一つアンドリアの北西約23km、フォッジャの東南東約46km、州都バーリの西北西約72kmに位置する。

#### 隣接コムーネ
隣接するコムーネは以下の通り。FGはフォッジャ県所属。
- マルゲリータ・ディ・サヴォイア - 北東
- バルレッタ - 南東
- サン・フェルディナンド・ディ・プーリア - 南
- チェリニョーラ (FG) - 南西
- ザッポネータ (FG) - 北西

## 歴史
2004年にバルレッタ＝アンドリア＝トラーニ県が設置（自治体としての発足は2009年）されると、フォッジャ県から移された。